# JAPAN RUGBY LEAGUE ONE 2022-23 DIVISION 3
JAPAN RUGBY LEAGUE ONE 2022-23 DIVISION 3（ジャパンラグビー・リーグワン2022-23 ディビジョン3）は、日本のラグビーユニオン社会人リーグ「ジャパンラグビーリーグワン」の3部リーグにおいて、2022年12月17日から2023年4月23年にかけて開催されたリーグ戦である。

## 概要
2022-23シーズンでは、NTTグループのラグビーチーム再編成により、DIVISION2では新事業会社「NTT Sports Ｘ」が運営するプロ選手中心の「浦安D-Rocks」、DIVISION3ではNTTドコモが運営する社員選手中心の「NTTドコモレッドハリケーンズ大阪」となる。
前年度（初年度）2022シーズンに参加していた宗像サニックスブルースが撤退して、奇数の5チームとなったため、必ず1チームが休みとなる節が生じた。試合数確保の観点から、15節・12試合をホスト対ビジター（ホーム・アンド・アウェーに同義）を変えた3回総当たり戦となる。上位3チームが、DIVISION2（2部リーグ）との入替戦に進出する。
シーズン途中の2023年3月2日、DIVISION2の日野レッドドルフィンズが、入替戦を含む全試合の出場辞退を発表し、DIVISION3への自動降格が決まった。これにより、2022-23シーズンでDIVISION3の1位となったNTTドコモレッドハリケーンズ大阪は、入替戦なしでDIVISION2へ昇格した。

## アーリーエントリー
この2022-23シーズンから、アーリーエントリー制度を導入し、大学最終学年の選手が卒業前にリーグワン公式戦に出場できるようになった。

## チーム
| チーム名 （呼称）                                       | 略称   | 主たるホームスタジアム                            |
| ------------------------------------------------------- | ------ | ------------------------------------------------- |
| NTTドコモレッドハリケーンズ大阪                         | RH大阪 | ヨドコウ桜スタジアム ヤンマースタジアム長居       |
| 九州電力キューデンヴォルテクス                          | 九州KV | ベスト電器スタジアム 東平尾公園博多の森陸上競技場 |
| クリタウォーターガッシュ昭島                            | WG昭島 | AGFフィールド他                                   |
| 中国電力レッドレグリオンズ                              | 中国RR | バルコムBMWラグビースタジアム                     |
| マツダスカイアクティブズ広島 （スカイアクティブズ広島） | SA広島 | バルコムBMWスタジアム                             |

## 選手記録
2022-23シーズンDIVISION3 リーグ戦全12試合において。
- 最多得点：アンドリュー・ディーガン（クリタウォーターガッシュ昭島）109点
- 最多トライ：吉澤太一（NTTドコモレッドハリケーンズ大阪）11トライ
- 最多ボールキャリー：ボークコリン雷神（NTTドコモレッドハリケーンズ大阪）129 - ボールを持ってプレーをした数
- 最多ゲインメーター：濱副慧悟（クリタウォーターガッシュ昭島）1,080m - ボールを持ってゲインラインを越えてプレーした距離
- 最多ラインブレイク：サム・ヴァカ（九州電力キューデンヴォルテクス）15 - ラン、キック、インターセプトで最初にディフェンスのラインをブレイクした数（クリーンブレイク）
- 最多ディフェンス突破：サム・ヴァカ（九州電力キューデンヴォルテクス）73 - ボールを持った選手がディフェンスの選手をかわす、倒すなどして突破した数（1人突破ごとに1カウント）
- 最多オフロードパス：トム・イングリッシュ（クリタウォーターガッシュ昭島）21 - タックルを受けながら出したパスの数
- 最多タックル成功：ロックラン・オズボーン（マツダスカイアクティブズ広島）123 - タックルが成立した数（ミスタックルや、相手選手にオフロードパス、トライを許したタックルは除く）
- 最多ラインアウト成功：ロックラン・オズボーン（マツダスカイアクティブズ広島）57 - ラインアウトでボールのキャッチを成功した数

### JAPAN RUGBY LEAGUE ONE個人賞
「JAPAN RUGBY LEAGUE ONE個人賞獲得者一覧」を参照。

## 順位
| \| \| JAPAN RUGBY LEAGUE ONE 2022-23 DIVISION 3 順位表[13] \| 編集 \| |                                                  |        |        |    |    |    |      |      |        |  |  |  |  |  |
| | チーム                                           | 試合数 | 勝ち点 | 勝 | 分 | 負 | 得点 | 失点 | 得失差 |  |  |  |  |  |
| 1 | NTTドコモレッドハリケーンズ大阪                  | 12     | 53     | 11 | 0  | 1  | 488  | 236  | 252    |  |  |  |  |  |
| 2 | 九州電力キューデンヴォルテクス                   | 12     | 44     | 9  | 0  | 3  | 397  | 226  | 171    |  |  |  |  |  |
| 3 | クリタウォーターガッシュ昭島                     | 12     | 24     | 5  | 0  | 7  | 365  | 373  | -8     |  |  |  |  |  |
| 4 | スカイアクティブズ広島                           | 12     | 14     | 3  | 0  | 9  | 231  | 423  | -192   |  |  |  |  |  |
| 5 | 中国電力レッドレグリオンズ                       | 12     | 10     | 2  | 0  | 10 | 226  | 449  | -223   |  |  |  |  |  |
| |                                                  |        |        |    |    |    |      |      |        |  |  |  |  |  |
| - 勝ち点は、勝ち4点、引き分け2点、負け0点。 - ただし、7点差以内の負けは1点を付与、3トライ差以上での勝ちは追加で1点を付与。 - 同じ勝ち点である場合は下記の順番で順位を決定する。 1. 勝ち点 2. 勝利数 3. ①および②が同数であったチーム間の勝ち点 4. ①、②および③が同数であったチーム間の得失点差 5. 全試合の得失点差 6. 当該チーム間のトライ数 7. 全試合でのトライ数 8. 当該チーム間のトライ後のゴール数 9. 全試合でのトライ後のゴール数 10. 抽選 |                                                  |        |        |    |    |    |      |      |        |  |  |  |  |  |
| | JAPAN RUGBY LEAGUE ONE 2022-23 DIVISION 3 順位表 | 編集   |        |    |    |    |      |      |        |  |  |  |  |  |

### 入替戦の結果
上位3チームが、DIVISION2の下位3チームと入替戦を行う。この季では、DIVISION2最下位チームが自動降格するため、NTTドコモレッドハリケーンズ大阪は自動昇格。
| 順位 | チーム                         | 入替戦の結果            | 備考          |
| ---- | ------------------------------ | ----------------------- | ------------- |
| 1    | レッドハリケーンズ大阪         | 次季DIVISION2へ自動昇格 | [ 15 ]        |
| 2    | 九州電力キューデンヴォルテクス | 次季DIVISION2へ昇格     | [ 16 ] [ 17 ] |
| 3    | クリタウォーターガッシュ昭島   | 次季DIVISION3に残留     | [ 18 ] [ 19 ] |
| 4    | スカイアクティブズ広島         |                         |               |
| 5    | 中国電力レッドレグリオンズ     |                         |               |

## 試合一覧

### リーグ戦
第1節
| 2022年12月17日 12:00 | スカイアクティブズ広島 | 7-26 | 中国電力レッドレグリオンズ | バルコムBMWスタジアム 観客数: 1,136人 |
| 2022年12月17日 12:00 | レポート               |      |                            | バルコムBMWスタジアム 観客数: 1,136人 |

| 2022年12月17日 14:30 | NTTドコモレッドハリケーンズ大阪 | 22-18 | 九州電力キューデンヴォルテクス | ヨドコウ桜スタジアム 観客数: 2,012人 |
| 2022年12月17日 14:30 | レポート                        |       |                                | ヨドコウ桜スタジアム 観客数: 2,012人 |

第2節
| 2022年12月24日 15:00 | 九州電力キューデンヴォルテクス | 43-34 | クリタウォーターガッシュ昭島 | ベスト電器スタジアム 観客数: 1,498人 |
| 2022年12月24日 15:00 | レポート                       |       |                              | ベスト電器スタジアム 観客数: 1,498人 |

| 2022年12月25日 14:30 | 中国電力レッドレグリオンズ | 10-34 | NTTドコモレッドハリケーンズ大阪 | シティライトスタジアム 観客数: 844人 |
| 2022年12月25日 14:30 | レポート                   |       |                                 | シティライトスタジアム 観客数: 844人 |

| Bye/s: スカイアクティブズ広島 |

第3節
| 2023年1月7日 15:00 | 九州電力キューデンヴォルテクス | 32-0 | 中国電力レッドレグリオンズ | ベスト電器スタジアム 観客数: 2,369人 |
| 2023年1月7日 15:00 | レポート                       |      |                            | ベスト電器スタジアム 観客数: 2,369人 |

| 2023年1月8日 14:30 | クリタウォーターガッシュ昭島 | 33-27 | スカイアクティブズ広島 | AGFフィールド 観客数: 456人 |
| 2023年1月8日 14:30 | レポート                     |       |                        | AGFフィールド 観客数: 456人 |

第4節
| 2023年1月15日 13:00 | 中国電力レッドレグリオンズ | 36-24 | クリタウォーターガッシュ昭島 | バルコムBMWスタジアム 観客数: 564人 |
| 2023年1月15日 13:00 | レポート                   |       |                              | バルコムBMWスタジアム 観客数: 564人 |

| 2023年1月15日 14:30 | NTTドコモレッドハリケーンズ大阪 | 43-21 | スカイアクティブズ広島 | ヨドコウ桜スタジアム 観客数: 4,050人 |
| 2023年1月15日 14:30 | レポート                        |       |                        | ヨドコウ桜スタジアム 観客数: 4,050人 |

第5節
| 2023年1月22日 13:00 | スカイアクティブズ広島 | 14-38 | 九州電力キューデンヴォルテクス | バルコムBMWスタジアム 観客数: 699人 |
| 2023年1月22日 13:00 | レポート               |       |                                | バルコムBMWスタジアム 観客数: 699人 |

| 2023年1月28日 13:00 | クリタウォーターガッシュ昭島 | 37-32 | NTTドコモレッドハリケーンズ大阪 | AGFフィールド 観客数: 670人 |
| 2023年1月28日 13:00 | レポート                     |       |                                 | AGFフィールド 観客数: 670人 |

第6節
| 2023年2月4日 15:00 | 九州電力キューデンヴォルテクス | 30-6 | スカイアクティブズ広島 | ベスト電器スタジアム 観客数: 1,939人 |
| 2023年2月4日 15:00 | レポート                       |      |                        | ベスト電器スタジアム 観客数: 1,939人 |

| 2023年2月5日 13:00 | クリタウォーターガッシュ昭島 | 49-22 | 中国電力レッドレグリオンズ | AGFフィールド 観客数: 546人 |
| 2023年2月5日 13:00 | レポート                     |       |                            | AGFフィールド 観客数: 546人 |

第7節
| 2023年2月12日 13:00 | クリタウォーターガッシュ昭島 | 26-33 | 九州電力キューデンヴォルテクス | 荻野運動公園陸上競技場 観客数: 640人 |
| 2023年2月12日 13:00 | レポート                     |       |                                | 荻野運動公園陸上競技場 観客数: 640人 |

| 2023年2月12日 14:30 | NTTドコモレッドハリケーンズ大阪 | 59-14 | 中国電力レッドレグリオンズ | ヨドコウ桜スタジアム 観客数: 3,058人 |
| 2023年2月12日 14:30 | レポート                        |       |                            | ヨドコウ桜スタジアム 観客数: 3,058人 |

第8節
| 2023年2月18日 13:00 | スカイアクティブズ広島 | 38-5 | クリタウォーターガッシュ昭島 | バルコムBMWスタジアム 観客数: 914人 |
| 2023年2月18日 13:00 | レポート               |      |                              | バルコムBMWスタジアム 観客数: 914人 |

| 2023年2月26日 13:00 | 九州電力キューデンヴォルテクス | 14-23 | NTTドコモレッドハリケーンズ大阪 | 白波スタジアム 観客数: 2,228人 |
| 2023年2月26日 13:00 | レポート                       |       |                                 | 白波スタジアム 観客数: 2,228人 |

第9節
| 2023年3月4日 13:00 | 中国電力レッドレグリオンズ | 19-50 | 九州電力キューデンヴォルテクス | バルコムBMWラグビースタジアム 観客数: 311人 |
| 2023年3月4日 13:00 | レポート                   |       |                                | バルコムBMWラグビースタジアム 観客数: 311人 |

| 2023年3月4日 14:00 | スカイアクティブズ広島 | 24-72 | NTTドコモレッドハリケーンズ大阪 | 福山通運ローズスタジアム 観客数: 1,134人 |
| 2023年3月4日 14:00 | レポート               |       |                                 | 福山通運ローズスタジアム 観客数: 1,134人 |

第10節
| 2023年3月12日 13:00 | 中国電力レッドレグリオンズ | 19-27 | スカイアクティブズ広島 | バルコムBMWスタジアム 観客数: 1,228人 |
| 2023年3月12日 13:00 | レポート                   |       |                        | バルコムBMWスタジアム 観客数: 1,228人 |

| 2023年3月12日 14:30 | NTTドコモレッドハリケーンズ大阪 | 43-26 | クリタウォーターガッシュ昭島 | 神戸総合運動公園ユニバー記念競技場 観客数: 1,579人 |
| 2023年3月12日 14:30 | レポート                        |       |                              | 神戸総合運動公園ユニバー記念競技場 観客数: 1,579人 |

第11節
| 2023年3月18日 15:00 | 九州電力キューデンヴォルテクス | 21-19 | クリタウォーターガッシュ昭島 | ミクニワールドスタジアム北九州 観客数: 3,222人 |
| 2023年3月18日 15:00 | レポート                       |       |                              | ミクニワールドスタジアム北九州 観客数: 3,222人 |

| 2023年3月19日 14:00 | スカイアクティブズ広島 | 19-62 | NTTドコモレッドハリケーンズ大阪 | ニンジニアスタジアム 観客数: 914人 |
| 2023年3月19日 14:00 | レポート               |       |                                 | ニンジニアスタジアム 観客数: 914人 |

第12節
| 2023年3月25日 13:00 | 中国電力レッドレグリオンズ | 21-45 | 九州電力キューデンヴォルテクス | バルコムBMWスタジアム 観客数: 505人 |
| 2023年3月25日 13:00 | レポート                   |       |                                | バルコムBMWスタジアム 観客数: 505人 |

| 2023年4月1日 12:00 | NTTドコモレッドハリケーンズ大阪 | 32-20 | クリタウォーターガッシュ昭島 | ヤンマースタジアム長居 観客数: 1,701人 |
| 2023年4月1日 12:00 | レポート                        |       |                              | ヤンマースタジアム長居 観客数: 1,701人 |

第13節
| 2023年4月8日 13:00 | 中国電力レッドレグリオンズ | 0-31 | NTTドコモレッドハリケーンズ大阪 | バルコムBMWスタジアム 観客数: 569人 |
| 2023年4月8日 13:00 | レポート                   |      |                                 | バルコムBMWスタジアム 観客数: 569人 |

| 2023年4月9日 13:00 | クリタウォーターガッシュ昭島 | 30-12 | スカイアクティブズ広島 | 荻野運動公園陸上競技場 観客数: 555人 |
| 2023年4月9日 13:00 | レポート                     |       |                        | 荻野運動公園陸上競技場 観客数: 555人 |

第14節
| 2023年4月15日 13:00 | スカイアクティブズ広島 | 29-25 | 中国電力レッドレグリオンズ | バルコムBMWスタジアム 観客数: 1,883人 |
| 2023年4月15日 13:00 | レポート               |       |                            | バルコムBMWスタジアム 観客数: 1,883人 |

| 2023年4月15日 14:30 | NTTドコモレッドハリケーンズ大阪 | 35-33 | 九州電力キューデンヴォルテクス | ヨドコウ桜スタジアム 観客数: 3,541人 |
| 2023年4月15日 14:30 | レポート                        |       |                                | ヨドコウ桜スタジアム 観客数: 3,541人 |

第15節
| 2023年4月23日 13:00 | クリタウォーターガッシュ昭島 | 62-34 | 中国電力レッドレグリオンズ | 荻野運動公園陸上競技場 観客数: 717人 |
| 2023年4月23日 13:00 | レポート                     |       |                            | 荻野運動公園陸上競技場 観客数: 717人 |

| 2023年4月23日 15:00 | 九州電力キューデンヴォルテクス | 40-7 | スカイアクティブズ広島 | グローバルアリーナ 観客数: 1,633人 |
| 2023年4月23日 15:00 | レポート                       |      |                        | グローバルアリーナ 観客数: 1,633人 |

### 入替戦
DIVISION2の日野レッドドルフィンズが、シーズン途中で入替戦を含む全試合の出場辞退を発表し、DIVISION3への自動降格が決まった。これにより、DIVISION3の1位となったNTTドコモレッドハリケーンズ大阪は入替戦なしでDIVISION2へ昇格した。

#### D2/D3入替戦 D2 4位 vs D3 3位
| 2023年5月6日 12:00 | 釜石シーウェイブスRFC | 25-25 | クリタウォーターガッシュ昭島 | 釜石鵜住居復興スタジアム 観客数: 985人 |
| 2023年5月6日 12:00 | レポート              |       |                              | 釜石鵜住居復興スタジアム 観客数: 985人 |

| 2023年5月13日 14:30 | クリタウォーターガッシュ昭島 | 28-38 | 釜石シーウェイブスRFC | パロマ瑞穂ラグビー場 観客数: 592人 |
| 2023年5月13日 14:30 | レポート                     |       |                       | パロマ瑞穂ラグビー場 観客数: 592人 |

- 入替戦の結果、クリタウォーターガッシュ昭島はDIVISION3に残留[18][19]。

#### D2/D3入替戦 D2 5位 vs D3 2位
| 2023年5月5日 14:30 | 清水建設江東ブルーシャークス | 0-48 | 九州電力キューデンヴォルテクス | 江東区夢の島競技場 観客数: 1,623人 |
| 2023年5月5日 14:30 | レポート                     |      |                                | 江東区夢の島競技場 観客数: 1,623人 |

| 2023年5月13日 14:30 | 九州電力キューデンヴォルテクス | 12-17 | 清水建設江東ブルーシャークス | 駅前不動産スタジアム 観客数: 2,888人 |
| 2023年5月13日 14:30 | レポート                       |       |                              | 駅前不動産スタジアム 観客数: 2,888人 |

- 入替戦の結果、九州電力キューデンヴォルテクスはDIVISION2へ昇格[16][17]。